# 오원세
오원세(1964년 12월 12일 ~ )는 대한민국의 부산광역시의회 의원이다.

## 학력
- 부산대학교 대학원 NGO학협동 석사과정 제적

## 경력
- 청와대 인사수석비서관실 행정관
- 극동대학교 특임교수
- 2018년 7월 1일 ~ 2022년 6월 30일: 제8대 부산광역시의회 의원

## 역대 선거 결과
|  | 60.41% |

|  | 41.87% |